# KPMG
KPMG là một trong những công ty kiểm toán lớn nhất thế giới, được xem là một thành viên của Nhóm Big 4 của ngành này, cùng với PwC, EY và Deloitte. Trụ sở chính của công ty được đặt ở Amstelveen, Hà Lan.
KPMG có hơn 136.500 nhân viên trên toàn thế giới và cung cấp dịch vụ tại hơn 140 quốc gia. KPMG có ba kênh dịch vụ chính là kiểm toán, thuế, và tư vấn quản lý.

## Lịch sử

### Những năm đầu và sáp nhập

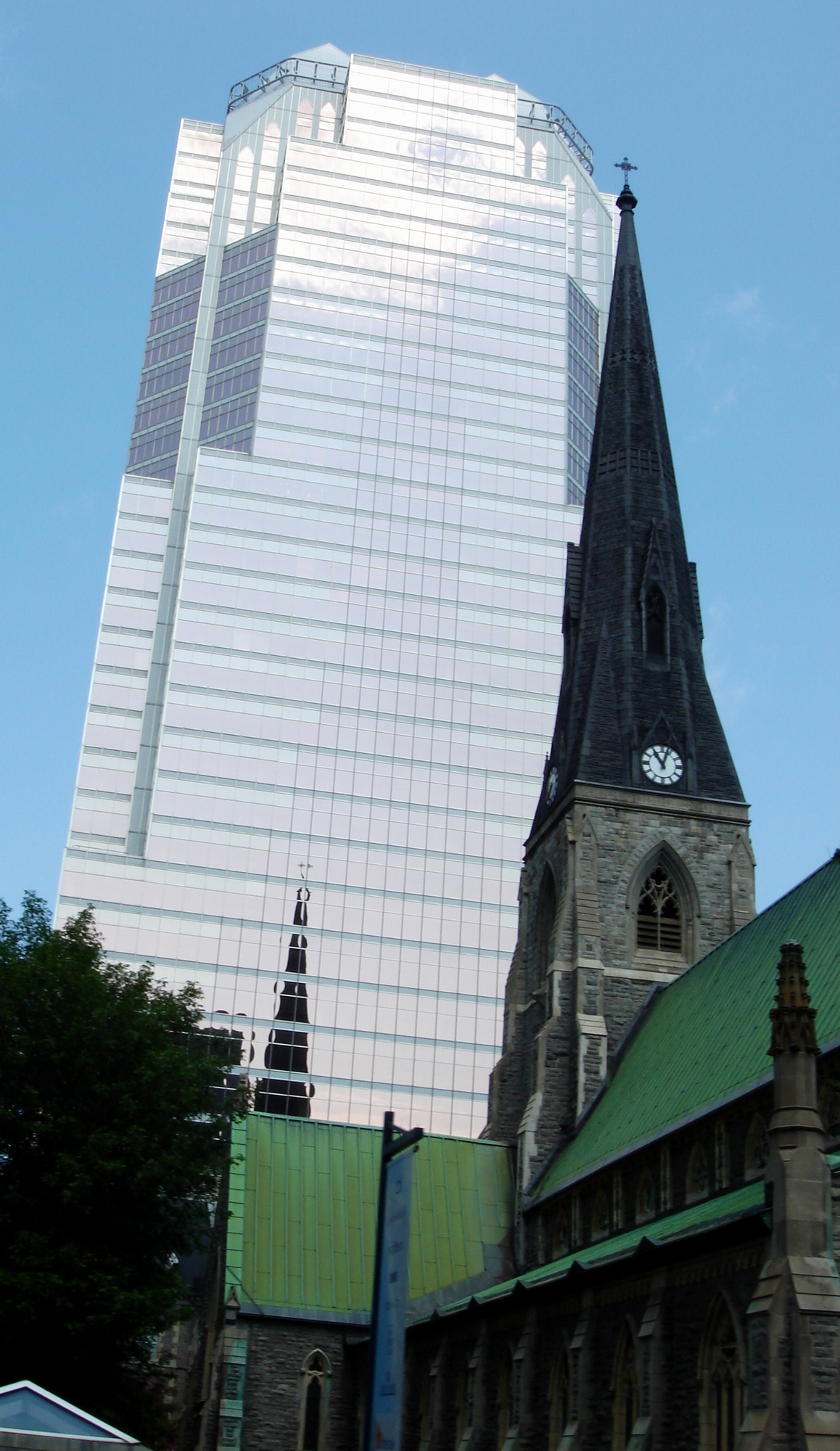
Tòa nhà KPMG tại Montréal.

Công ty được thành lập năm 1870 bởi William Barclay Peat tại Luân Đôn để cung cấp dịch vụ kế toán. Năm 1877, công ty kế toán của Thomson McLintock mở một văn phòng tại Glasgow và vào năm 1911 William Barclay Peat & Co. và Marwick Mitchell & Co. sáp nhập và trở thành Peat Marwick Mitchell & Co, sau này được gọi là Peat Marwick.
Năm 1917, Piet Klynveld mở công ty kế toán tại Amsterdam. Sau đó nó được nhập với Kraayenhof thành Klynveld Kraayenhof & Co.
Năm 1979, Klynveld Kraayenhof & Co. (Hà Lan), Thomson McLintock (Hoa Kỳ) và Deutsche Treuhandgesellschaft (Đức) sáp nhập thành KMG (Klynveld Main Goerdeler), trở thành một công ty quốc tế có trụ sở ở Châu Âu. Tiếp đó vào năm 1987, KMG và Peat Marwick tham gia vào một thương vụ hợp nhất (đầu tiên trong ngành kế toán) và tạo nên một công ty chung gọi là KPMG. Năm 1991, nó được đổi tên thành KPMG Peat Marwick McClintock, nhưng đến năm 1995 thì quay trở lại tên cũ KPMG.